# Морокодо језик
Морокодо језик је језик из породице нило-сахарских језика, грана бонго-багирми. Њиме се служи око 3.400 становика из околине града Мариди у Јужном Судану. Заступљен је у основним школама и има значајну писану грађу.